# Logograma

Caracteres chineses antigos, significando "serra".

Um logograma (do grego λόγος - palavra + γράμμα - carácter, letra) é um símbolo ou grafema único que denota um conceito concreto ou abstrato da realidade.
Um logograma que denota um conceito através de um símbolo gráfico é um ideograma. Um que o representa diretamente, através de uma imagem, frequentemente estilizada, é um pictograma.
Alfabetos e silabários são distintos das logografias, pois usam caracteres individuais escritos para representar sons diretamente. Esses caracteres são chamados de fonogramas em linguística. Ao contrário dos logogramas, os fonogramas não têm nenhum significado inerente. A linguagem de escrita dessa forma é chamada de escrita fonêmica ou escrita ortográfica.

## Sistema logográfico
Os sistemas logográficos incluem os primeiros sistemas de escrita; as primeiras civilizações históricas do Oriente Próximo, África, China e América Central usaram alguma forma de escrita logográfica.
Uma escrita puramente logográfica seria impraticável para a maioria das línguas, e nenhuma é conhecida, exceto por uma desenvolvida para a linguagem artificial Toki Pona, que é uma linguagem propositalmente limitada com apenas 120 morfemas. Todos os scripts logográficos já usados para línguas naturais contam com o princípio rebus para estender um conjunto relativamente limitado de logogramas: um subconjunto de caracteres é usado para seus valores fonéticos, consonantais ou silábicos. O termo logossilabário é usado para enfatizar a natureza parcialmente fonética dessas escritas quando o domínio fonético é a sílaba. Tanto em hieróglifos egípcios antigos quanto os chineses, houve o desenvolvimento adicional de determinantes, que são combinados com logogramas para restringir seu possível significado. Em chinês, eles são fundidos com elementos logográficos usados foneticamente; esses caracteres "radicais e fonéticos" constituem a maior parte do script. Ambas as línguas relegaram o uso ativo de rebus à grafia de palavras estrangeiras e dialéticas.

### Os sistemas de escrita logográfica incluem
- Scripts logo consonantais

São escritas em que os grafemas podem ser estendidos foneticamente de acordo com as consoantes das palavras que representam, ignorando as vogais. Por exemplo, egípcio
| G38 |

foi usado para escrever sȝ 'pato' e sȝ 'filho', embora seja provável que essas palavras não tenham sido pronunciadas da mesma forma, exceto pelas consoantes. Os principais exemplos de scripts logo consonantais são:
- Hieróglifos, hieráticos e demóticos: antigo egípcio

### Scripts logossilábicos
Esses são scripts nos quais os grafemas representam morfemas, geralmente morfemas polissilábicos, mas quando estendidos foneticamente representam sílabas únicas. Eles incluem:
- Hieróglifos da Anatólia: Luwian
- Cuneiforme: sumério, acadiano, outras línguas semíticas, elamita, hitita, luwiano, hurrita e urartiano
- Glifos maias: Chorti, Yucatec e outras línguas maias clássicas
- Caracteres Han: chinês, coreano, japonês, vietnamita, zhuang

### Derivados de caracteres Han
- Chữ nôm: Escrita vietnamita
- Dongba escrito com script Geba: linguagem Naxi (o Dongba em si é pictográfico)
- Escrita jurchen: Jurchen
- Caligrafia Khitan grande: Khitan Sawndip: idioma zhuang
- Escrita Shui: língua shui
- Escrita Tangut: linguagem
- Tangut Yi (clássico): várias línguas Yi

Nenhum desses sistemas é puramente logográfico. Isso pode ser ilustrado em chinês. Nem todos os caracteres chineses representam morfemas: alguns morfemas são compostos por mais de um caractere. Por exemplo, a palavra em chinês para aranha, 蜘蛛 zhīzhū, foi criada pela fusão do rebus 知朱 zhīzhū (literalmente 'conhecer cinábrio') com o determinativo de "inseto" 虫. Nem * 蜘 zhī nem * 蛛 zhū podem ser usados separadamente (exceto para substituir 蜘蛛 na poesia). Em chinês arcaico, pode-se encontrar o inverso: um único caractere representando mais de um morfema. Um exemplo é o caractere 王 hjwangs do chinês arcaico, uma combinação de um morfema hjwang que significa rei (coincidentemente também escrito 王) e um sufixo pronunciado /s/. (O sufixo é preservado no tom descendente moderno.) No mandarim moderno, as sílabas bimorfêmicas são sempre escritas com dois caracteres, por exemplo 花儿 huār 'flor [diminutivo]'.
Um sistema peculiar de logogramas desenvolvido dentro da escrita pálavi (desenvolvidas a partir do abjad aramaico) usado para escrever persa médio durante grande parte do período sassânida; os logogramas eram compostos de letras que soletravam a palavra em aramaico, mas eram pronunciadas como em persa (por exemplo, a combinação m-l-k seria pronunciada "xá"). Esses logogramas, chamados hozwārishn (uma forma de heterogramas), foram completamente dispensados após a conquista árabe da Pérsia e a adoção de uma variante do alfabeto árabe.
Os logogramas são usados em abreviações modernas para representar palavras comuns. Além disso, os números e os símbolos matemáticos são logogramas - 1 'um', 2 'dois', + 'mais', = 'igual' e assim por diante. Em algumas línguas, o E comercial (&) é usado para 'e' para latim et (como em &c para et cetera), % para 'porcentagem' ('por cento'), # para 'número' (ou 'libra', entre outros significados), § para 'seção', $ para 'dólar', € para 'euro', £ para 'libra', ° para 'grau', @ para 'arroba' e assim por diante.

## Dimensões fonéticas e semânticas
Todos os sistemas logográficos históricos incluem uma dimensão fonética, já que é impraticável ter um caractere básico separado para cada palavra ou morfema em um idioma. Em alguns casos, como o cuneiforme usado para acádio, a grande maioria dos glifos são usados para seus valores de som em vez de logograficamente. Muitos sistemas logográficos também possuem um componente semântico/ideográfico, denominado "determinantes" no caso dos egípcios e "radicais" no caso dos chineses.
O uso egípcio típico era aumentar os usos de um logograma, que pode representar potencialmente várias palavras com pronúncias diferentes, com um determinado para restringir o significado e um componente fonético para especificar a pronúncia. No caso do chinês, a grande maioria dos caracteres é uma combinação fixa de um radical que indica sua categoria nominal, mais um fonético para dar uma ideia da pronúncia. O sistema maia usava logogramas com complementos fonéticos como o egípcio, mas carecia de componentes ideográficos.

## Caracteres chineses
Os estudiosos chineses classificam tradicionalmente os caracteres chineses (hànzì) em seis tipos de etimologia.
Os primeiros dois tipos são de "corpo único", o que significa que o caractere foi criado independentemente de outros caracteres. Pictogramas e ideogramas de "corpo único" constituem apenas uma pequena proporção dos logogramas chineses. Mais produtivos para a escrita chinesa foram os dois métodos "compostos", ou seja, o caractere foi criado a partir da montagem de caracteres diferentes. Apesar de serem chamados de "compostos", esses logogramas ainda são caracteres únicos e são escritos para ocupar a mesma quantidade de espaço que qualquer outro logograma. Os dois tipos finais são métodos no uso de caracteres, e não na formação dos próprios caracteres.
1. O primeiro tipo, e o tipo mais frequentemente associado à escrita chinesa, são pictogramas, que são representações pictóricas do morfema representado, e.山 para 'montanha'.
2. O segundo tipo são os ideogramas que tentam visualizar conceitos abstratos, como 上 'para cima' e 下 'para baixo'. Também são considerados ideogramas os pictogramas com um indicador ideográfico; por exemplo, 刀 é um pictograma que significa 'faca', enquanto 刃 é um ideograma que significa 'lâmina'.
3. Compostos de radicais, nos quais cada elemento do caractere (denominado radical) indica o significado. Por exemplo, 休 'descanso' é composto pelos caracteres de 'pessoa' (人) e 'árvore' (木), com a ideia pretendida de alguém encostado em uma árvore, ou seja, descansando.[2]
4. Compostos radical-fonéticos, nos quais um componente (o radical) indica o significado geral do caractere e o outro (o fonético) indica a pronúncia. Um exemplo é 樑 (liáng), onde o fonético 梁 liáng indica a pronúncia do caractere e o radical 木 ('madeira') indica seu significado de 'viga de suporte'. Os caracteres desse tipo constituem cerca de 90% dos logogramas chineses.
5. Caracteres de anotação alterada são caracteres que eram originalmente o mesmo caractere, mas se bifurcaram por meio de deriva ortográfica e frequentemente semântica. Por exemplo, 樂 pode significar 'música' (yuè) e 'prazer' (lè).
6. Caracteres improvisados (lit. 'palavras emprestadas improvisadas') entram em uso quando uma palavra falada nativa não tem caractere correspondente e, portanto, outro caractere com o mesmo som ou semelhante (e muitas vezes um significado próximo) é "emprestado"; ocasionalmente, o novo significado pode suplantar o antigo significado. Por exemplo, 自 costumava ser uma palavra pictográfica que significa 'nariz', mas foi emprestada para significar 'eu' e agora é usada quase exclusivamente para significar o último; o significado original sobrevive apenas em frases-padrão e compostos mais arcaicos. Devido ao seu processo de derivação, todo o conjunto de kana japonês pode ser considerado desse tipo de caráter, daí o nome kana. Exemplo: Japonês 仮 名;仮 é uma forma simplificada do chinês 假 usado na Coréia e no Japão e 假借 é o nome chinês para esse tipo.

O método mais produtivo de escrita chinesa, o radical-fonético, tornou-se possível ignorando certas distinções no sistema fonético das sílabas. Em chinês antigo, as consoantes desinentes pós-finais /s/ e /ʔ/ eram normalmente ignoradas; estes se desenvolveram em tons no chinês médio, que também foram ignorados quando novos personagens foram criados. Também foram ignoradas diferenças na aspiração (entre obstruintes aspirados vs. não aspirados, e sonorantes sonoros vs. surdos); a diferença do antigo chinês entre as sílabas do tipo A e do tipo B (frequentemente descrita como presença vs. ausência de palatalização ou faringealização); e, às vezes, vozeamento de obstruintes iniciais e/ou a presença de um /r/ medial após a consoante inicial. Antigamente, geralmente era permitida uma maior liberdade fonética. Durante a época do chinês médio, os caracteres recém-criados tendiam a corresponder exatamente à pronúncia, além do tom - geralmente usando como componente fonético um caractere que, por sua vez, é um composto fonético radical.
Devido ao longo período de evolução da linguagem, esses componentes "dicas" dentro dos caracteres, conforme fornecidos pelos compostos fonéticos radicais, às vezes são inúteis e podem ser enganosos no uso moderno. Como exemplo, com base em 每 'cada', pronunciado měi no mandarim padrão, estão os caracteres 侮 'humilhar', 悔 'se arrepender' e 海 'mar', pronunciados respectivamente wǔ, huǐ e hǎi em mandarim. Três desses caracteres foram pronunciados de forma muito semelhante em chinês antigo - /mˤəʔ/ (每), /m̥ˤəʔ/} (悔) e /m̥ˤəʔ/} (海) de acordo com uma reconstrução recente de William H. Baxter e Laurent Sagart - mas as mudanças de som nos 3 000 anos intermediários ou mais (incluindo dois desenvolvimentos dialetais diferentes, no caso dos dois últimos caracteres) resultaram em pronúncias radicalmente diferentes.

### Caracteres chineses em japonês e coreano
No contexto da língua chinesa, os caracteres chineses (conhecidos como hanzi) em geral representam palavras e morfemas em vez de ideias puras; entretanto, a adoção de caracteres chineses pelos idiomas japonês e coreano (onde são conhecidos como kanji e hanja, respectivamente) resultou em algumas complicações para esse quadro.
Muitas palavras chinesas, compostas de morfemas chineses, foram emprestadas ao japonês e ao coreano junto com suas representações de caracteres; neste caso, os morfemas e caracteres foram emprestados juntos. Em outros casos, entretanto, os caracteres foram emprestados para representar morfemas nativos japoneses e coreanos, com base apenas no significado. Como resultado, um único caractere pode acabar representando vários morfemas de significado semelhante, mas com origens diferentes em vários idiomas. Por causa disso, kanji e hanja são às vezes descritos como sistemas de escrita morfográficos.

### Diferenças entre línguas logográficas e fonéticas
Como muitas pesquisas sobre processamento de linguagem se concentraram no inglês e em outras línguas do alfabeto, muitas teorias de processamento de linguagem enfatizaram o papel da fonologia na produção da fala. O contraste entre as línguas logográficas, onde um único caractere é representado fonética e ideograficamente, com as línguas fonéticas gerou insights sobre como diferentes línguas dependem de diferentes mecanismos de processamento. Os estudos sobre o processamento de linguagens logográficas examinaram, entre outras coisas, as diferenças neurobiológicas no processamento, sendo uma área de interesse particular a lateralização hemisférica. Como as linguagens logográficas estão mais intimamente associadas às imagens do que as línguas do alfabeto, vários pesquisadores levantaram a hipótese de que a ativação do lado direito deveria ser mais proeminente nas linguagens logográficas. Embora alguns estudos tenham produzido resultados consistentes com essa hipótese, há muitos resultados contrastantes para fazer qualquer conclusão final sobre o papel da lateralização hemisférica nas línguas ortográficas versus fonéticas.
Outro tópico que recebeu alguma atenção são as diferenças no processamento de homófonos. Verdonschot et al. examinou as diferenças no tempo que levava para ler um homofone em voz alta quando uma imagem relacionada ou não a um personagem homofônico era apresentada diante do personagem. Homófonos japoneses e chineses foram examinados. Considerando que a produção de palavras em línguas alfabéticas (como o inglês) tem mostrado uma imunidade relativamente robusta ao efeito de estímulos de contexto, Verdschot et al. descobriram que os homófonos japoneses parecem particularmente sensíveis a esses tipos de efeitos. Especificamente, os tempos de reação eram mais curtos quando os participantes eram apresentados a uma imagem fonologicamente relacionada antes de serem solicitados a ler um caractere-alvo em voz alta. Um exemplo de estímulo fonologicamente relacionado do estudo seria, por exemplo, quando os participantes foram apresentados a uma imagem de um elefante, que é pronunciado zou em japonês, antes de ser apresentado com o caractere chinês 造, que também é lido zou. Nenhum efeito de imagens de contexto relacionadas fonologicamente foi encontrado para os tempos de reação para a leitura de palavras chinesas. Uma comparação dos idiomas logográficos japonês e chinês é interessante porque, enquanto o idioma japonês consiste em mais de 60% de heterófonos homográficos (caracteres que podem ser lidos de duas ou mais maneiras diferentes), a maioria dos caracteres chineses possui apenas uma leitura. Como os dois idiomas são logográficos, a diferença na latência na leitura em voz alta de japonês e chinês devido aos efeitos do contexto não pode ser atribuída à natureza logográfica dos idiomas. Em vez disso, os autores levantam a hipótese de que a diferença nos tempos de latência se deve aos custos adicionais de processamento em japonês, onde o leitor não pode contar apenas com uma rota direta de ortografia para fonologia, mas as informações em um nível léxico-sintático também devem ser acessadas em ordem para escolher a pronúncia correta. Essa hipótese é confirmada por estudos que descobriram que os pacientes japoneses com doença de Alzheimer, cuja compreensão dos caracteres havia se deteriorado, ainda podiam ler as palavras em voz alta sem nenhuma dificuldade particular.
Estudos comparando o processamento de homófonos ingleses e chineses em tarefas de decisão lexical encontraram uma vantagem para o processamento homófono em chinês e uma desvantagem para o processamento de homófonos em inglês. A desvantagem do processamento em inglês é geralmente descrita em termos da relativa falta de homófonos na língua inglesa. Quando uma palavra homofônica é encontrada, a representação fonológica dessa palavra é ativada primeiro. No entanto, uma vez que este é um estímulo ambíguo, uma correspondência no nível ortográfico/lexical ("dicionário mental") é necessária antes que o estímulo possa ser eliminado e a pronúncia correta possa ser escolhida. Em contraste, em um idioma (como o chinês) onde existem muitos caracteres com a mesma leitura, é hipotetizado que a pessoa que lê o caractere será mais familiarizada com os homófonos e que essa familiaridade ajudará no processamento do caractere, e a seleção subsequente da pronúncia correta, levando a tempos de reação mais curtos ao atender ao estímulo. Em uma tentativa de entender melhor os efeitos da homofonia no processamento, Hino et al. conduziu uma série de experimentos usando o japonês como língua-alvo. Enquanto controlavam a familiaridade, eles descobriram uma vantagem de processamento para homófonos em relação aos não homófonos em japonês, semelhante ao que foi encontrado anteriormente em chinês. Os pesquisadores também testaram se homófonos ortograficamente semelhantes gerariam uma desvantagem no processamento, como foi o caso com homófonos ingleses, mas não encontraram nenhuma evidência para isso. É evidente que há uma diferença na forma como os homófonos são processados nas línguas logográficas e alfabéticas, mas se a vantagem para o processamento dos homófonos nas línguas logográficas japonês e chinês se deve à natureza logográfica dos scripts, ou se apenas reflete uma vantagem para idiomas com mais homófonos, independentemente da natureza do script, ainda está para ser visto.

## Vantagens e desvantagens

### Separando escrita e pronúncia
A principal diferença entre os logogramas e outros sistemas de escrita é que os grafemas não estão diretamente ligados à sua pronúncia. Uma vantagem desta separação é que a compreensão da pronúncia ou linguagem do escritor é desnecessária, por ex. 1 é entendido independentemente de ser chamado de ichi ou wāḥid por seu leitor. Da mesma forma, pessoas que falam diferentes variedades de chinês podem não se entender ao falar, mas podem fazê-lo em uma extensão significativa por escrito, mesmo que não escrevam em chinês padrão. Portanto, na China, Vietnã, Coréia e Japão antes dos tempos modernos, a comunicação por escrito (筆談) era a norma do comércio internacional e da diplomacia do Leste Asiático usando o chinês clássico.
Essa separação, no entanto, também tem a grande desvantagem de exigir a memorização dos logogramas ao aprender a ler e escrever, separadamente da pronúncia. Embora não seja devido a uma característica inerente dos logogramas, mas devido à sua história única de desenvolvimento, o japonês tem a complicação adicional de que quase todo logograma tem mais de uma pronúncia. Por outro lado, um conjunto de caracteres fonéticos é escrito precisamente como é falado, mas com a desvantagem de que pequenas diferenças de pronúncia introduzem ambiguidades. Muitos sistemas alfabéticos como os do grego, latim, italiano, espanhol e finlandês fazem o compromisso prático de padronizar como as palavras são escritas, mantendo uma relação quase um-para-um entre os caracteres e os sons. Tanto a ortografia inglesa quanto a francesa são mais complicadas do que isso; as combinações de caracteres costumam ser pronunciadas de várias maneiras, geralmente dependendo de sua história. Hangul, o sistema de escrita da língua coreana, é um exemplo de uma escrita alfabética que foi projetada para substituir o hanja logogramático a fim de aumentar a alfabetização. Este último raramente é usado na Coreia, mas mantém alguma moeda na Coreia do Sul, às vezes em combinação com hangul.
De acordo com uma pesquisa encomendada pelo governo, os 3 500 caracteres mais comumente usados listados na "Tabela de caracteres comuns do chinês moderno" da República Popular da China (现代 汉语 常用 字 表, Xiàndài Hànyǔ Chángyòngzì Biǎo) cobrem 99,48% de uma amostra de palavra. Quanto ao caso de caracteres chineses tradicionais, 4 808 caracteres estão listados na "Tabela de Formas Padrão de Caracteres Nacionais Comuns" (常用 國 字 標準 字體 表) pelo Ministério da Educação da República da China, enquanto 4 759 na "Soengjung Zi Zijing Biu "(常用 字 字形 表) pelo Education and Manpower Bureau de Hong Kong, ambos os quais devem ser ensinados durante o ensino fundamental e médio. A educação após o ensino fundamental inclui não tantos novos personagens quanto novas palavras, que são principalmente combinações de dois ou mais personagens já aprendidos.

### Caracteres na tecnologia da informação
A inserção de caracteres complexos pode ser complicada em dispositivos eletrônicos devido a uma limitação prática no número de teclas de entrada. Existem vários métodos de entrada para inserir logogramas, seja dividindo-os em suas partes constituintes, como os métodos Cangjie e Wubi de digitar chinês, ou usando sistemas fonéticos, como Bopomofo ou Pinyin, onde a palavra é inserida como pronunciada e, em seguida, selecionada uma lista de logogramas correspondentes. Embora o método anterior seja (linearmente) mais rápido, é mais difícil de aprender. Com o sistema de alfabeto chinês, no entanto, os traços que formam o logograma são digitados como normalmente são escritos e o logograma correspondente é então inserido.
Também devido ao número de glifos, na programação e computação em geral, é necessária mais memória para armazenar cada grafema, pois o conjunto de caracteres é maior. Como comparação, ISO 8859 requer apenas um byte para cada grafema, enquanto o plano multilíngue básico codificado em UTF-8 requer até três bytes. Por outro lado, palavras em inglês, por exemplo, têm em média cinco caracteres e um espaço por palavra e, portanto, precisam de seis bytes para cada palavra. Como muitos logogramas contêm mais de um grafema, não está claro qual é mais eficiente em termos de memória. As codificações de largura variável permitem que um padrão de codificação de caracteres unificado, como Unicode, use apenas os bytes necessários para representar um caractere, reduzindo a sobrecarga que resulta da fusão de grandes conjuntos de caracteres com outros menores.